# Conus tryoni
Conus tryoni é uma espécie de gastrópode do gênero Conus, pertencente a família Conidae.